# The Hague (Golden Earring)
The Hague è un album discografico del gruppo musicale rock olandese Golden Earrings, pubblicato nel 2015 dalla Universal Music.

## Il disco
Il disco, tra i più brevi della band, si rifà agli album del gruppo stesso, pubblicati negli anni settanta.

## Tracce
1. Je Regrette – 4:42
2. Don't Cry with Me – 3:23
3. That's Why I Believe in Her – 3:41
4. My Leaps are Sealed – 4:34
5. Did I Make You Up – 3:22
6. Come On Home – 3:12

## Formazione
- Barry Hay - voce, chitarra, flauto
- George Kooymans - chitarra
- Marinus Rinus Gerritsen - basso
- Jaap Eggermont - batteria